# Katie Boyle
Katie Boyle (Firenze, Olaszország, 1926. május 29. – Manchester, 2018. március 20.) brit színésznő, rádióbemondó, televíziós személyiség.

## Filmjei
- Old Mother Riley, Headmistress (1950)
- The House in the Square (1951)
- Les carnets du Major Thompson (1955)
- London Playhouse (1956, tv-sorozat, egy epizódban)
- ITV Television Playhouse (1956, tv-sorozat, egy epizódban)
- ITV Play of the Week (1956–1957, tv-sorozat, két epizódban)
- Armchair Theatre (1957, tv-sorozat, egy epizódban)
- Theatre Night (1957, tv-sorozat, egy epizódban)
- The Truth About Women (1957)
- White Hunter (1957, tv-sorozat, egy epizódban)
- Not Wanted on Voyage (1957)
- Meg kell ölni (Intent to Kill) (1958)
- The Royalty (1958, tv-sorozat, öt epizódban)
- Primo amore (1959)
- BBC Sunday-Night Theatre (1959, tv-sorozat, egy epizódban)
- Golden Girl (1960–1961, tv-sorozat, 12 epizódban)
- Q5 (1979, tv-sorozat, két epizódban)

## További információ
- Katie Boyle az Internet Movie Database-ben (angolul)
- Katie Boyle a Rotten Tomatoeson (angolul)